# Defense Readiness Condition
Defense readiness condition (deutsch Verteidigungsbereitschaftszustand), auch mit DEFCON abgekürzt, bezeichnet den Alarmzustand der Streitkräfte der Vereinigten Staaten von Amerika.
Im Fall eines nationalen Notfalls stehen sieben verschiedene Alarmstufen (engl. Alert Conditions, auch LERTCONs) zur Verfügung. Die sieben LERTCONs wurden in fünf Defense Conditions und zwei Notfallstufen (engl. Emergency Conditions, auch EMERGCONs) aufgeschlüsselt. In Großbritannien verwendete man analog hierzu den BIKINI state.

## Die fünf DEFCON-Stufen
| Defense Readiness Condition | Codename      | Zustand                                                                        | Einsatzbereitschaft                                                           |
| --------------------------- | ------------- | ------------------------------------------------------------------------------ | ----------------------------------------------------------------------------- |
| DEFCON 1                    | COCKED PISTOL | Nuklearkrieg hat begonnen oder steht unmittelbar bevor                         | Maximale Einsatzbereitschaft, alle verfügbaren Truppen werden eingesetzt      |
| DEFCON 2                    | FAST PACE     | Vorstufe zum Nuklearkrieg                                                      | Mobilisierung der Reserve, Streitkräfte innerhalb von 6 Stunden einsatzbereit |
| DEFCON 3                    | ROUND HOUSE   | Standard-Funkrufzeichen der US-Truppen werden durch geheime Rufzeichen ersetzt | Luftwaffe innerhalb von 15 Minuten einsatzbereit                              |
| DEFCON 4                    | DOUBLE TAKE   | Erhöhte Aufklärung und erhöhte Sicherheitsmaßnahmen                            | Friedenszeit                                                                  |
| DEFCON 5                    | FADE OUT      | Minimale Einsatzbereitschaft                                                   | Friedenszeit                                                                  |

DEFCON 1 wurde bisher noch nie ausgerufen, ist aber reserviert für einen bevorstehenden oder laufenden Angriff einer feindlichen Militärmacht auf das US-Militär bzw. US-Territorium. DEFCON 1 sieht auch die Möglichkeit eines massiven Nuklearschlags gegen einen potentiellen Gegner vor.

## Alarmstufen
Verschiedene Teile des US-Militärs (z. B. US Army, US Navy, US Air Force, Basen oder auch Kommandogruppen) können in unterschiedlichen DEFCON-Stufen aktiviert werden.
Der höchste jemals ausgerufene Alarmzustand des US-Militärs war DEFCON 2. Während der Kubakrise befand sich ab dem 22. Oktober 1962 das gesamte US-Militär auf DEFCON 3, am 23. Oktober wurde das Strategic Air Command in DEFCON 2 versetzt. DEFCON 2 wurde bis zum 15. November 1962 aufrechterhalten. Während des Jom-Kippur-Krieges 1973 wurde vom 25. bis 26. Oktober 1973 DEFCON 3 ausgerufen. DEFCON 3 wurde außerdem am 11. September 2001 von Generalstabschef Richard Myers angeordnet.
Die DEFCON-Stufen werden in erster Linie vom US-amerikanischen Präsidenten kontrolliert und werden nicht öffentlich bekanntgegeben. Sie waren nach dem Zweiten Weltkrieg ins Leben gerufen worden.

## Populärkulturelle Rezeption
- Im Roman Never (2021) von Ken Follett werden die Streitkräfte der Vereinigten Staaten wegen eines eskalierenden Konflikts mit China schließlich in DEFCON 1 versetzt.
- In der Dramaserie For All Mankind (2019, Staffel 2, Folge 10) erreichte man die Alarmstufe DEFCON 2. Auslöser: Die Präsenz sowjetischer Streitkräfte in Panama und im Golf von Mexiko.
- Im U-Boot-Film Hunter Killer (2018) erreichte man die Alarmstufe DEFCON 1.
- Im Roman Der Jesus-Deal (2014) von Andreas Eschbach werden die Streitkräfte der Vereinigten Staaten vor dem Hintergrund der politischen Spannungen im Nahen Osten für etwa zwei Wochen in DEFCON 2 versetzt.
- Im Action-Film White House Down (2013) erreichte man die Alarmstufe DEFCON 1.
- Im Film Watchmen – Die Wächter (2009) erreichte man die Alarmstufe DEFCON 1.
- Im James-Bond-Film Stirb an einem anderen Tag (2002) erreichte man die Alarmstufe DEFCON 2.
- Im Sci-Fi-Action-Film Independence Day (1996) erreichte man die Alarmstufe bei Ankunft der Aliens DEFCON 3.
- Im Thriller Der Anschlag (2002) hat man die Alarmstufe DEFCON 1 erreicht.
- Im U-Boot-Film Crimson Tide – In tiefster Gefahr (1995) erreicht die Alarmstufe DEFCON 2.
- Im Thriller WarGames – Kriegsspiele (1983) und dem Nachfolger War Games 2: The Dead Code (2008) wird die Alarmstufe schrittweise von DEFCON 5 auf DEFCON 1 erhöht.
- Der Name des elektronischen Musikfestivals Defqon.1 lehnt sich an den Begriff an.
- Bei jedem eingehenden Wurmloch in Stargate – Kommando SG-1 wird DEFCON 3 für die Station ausgerufen